# Urban Mets
La empresa Urban Mets (アーバンメッツ Āban Mettsu?), es una consultora japonesa de recursos humanos. Su sede central se encuentra en la Ciudad de Niihama de la Prefectura de Ehime. 

## Características
A veces es clasificada como una compañía que fabrica software, pero la producción de productos propios no es habitual. Sus principales clientes son NEC y varias empresas del Grupo Sumitomo, empresas que utilizan su servicio de recursos humanos.
El color que representa a la empresa es el amarillo. Sus empleados masculinos utilizan chaquetas y las mujeres faldas de este color.

## Datos
- Razón social: Urban Mets S.A. (株式会社アーバンメッツ Kabushikigaisha Āban Mettsu?)
- Fundación: marzo de 1987
- Sede central: 〒792-0011 Nishibarachō 2-7-75, Ciudad de Niihama, Prefectura de Ehime
- Teléfono: 0897-65-3211
- Director ejecutivo: Hiroyuki Kawai (川井 宏之 Kawai Hiroyuki?)
- Cantidad de empleados: 27 (a abril de 2007)

## Historia
- 1987: en marzo es fundada como una empresa controlada por una empresa de ingeniería en sistemas de Tokio.
- 1991: en agosto es nombrado director ejecutivo Hiroyuki Kawai.
- 1997: en octubre funda la empresa controlada Staff Service S.C.